# Кров на сонці
Кров на сонці (англ. Blood on the Sun) — американський фільм режисера Френка Ллойда.
Фільм отримав премію «Оскар» за кращу роботу художника-постановника чорно-білого фільму (Віард Інен, А. Роланд Філдс) в 1946 році. Також була створена комп'ютерно-розфарбована версія фільму в 1993 році.
У 1973 році фільм увійшов у суспільне надбання США після відмови продовжувати реєстрацію авторських прав через 28 років після виходу фільму.

## Сюжет
Нік Кондон, журналіст видавництва «Tokyo Chronicle». Він друкує історію, що розкриває план Японії про завоювання світу. Газета доходить до японських офіцерів. Кондон отримує план Танаки, документ, в якому описані всі плани. Японські шпигуни, які за ним слідують стали думати, що Оллі і Едіт Міллер є тими людьми, які відкрили цей план, тому що вони несподівано отримали багато грошей і готуються повернутися в США. Коли Кондон йде до судна, щоб попрощатися, він знаходить Едіт мертвою. Почувши звуки в сусідній кімнаті, він намагається увійти, але вбивця тікає. В якості ознаки зовнішності злочинця — є тільки рука жінки, що носить обручку з величезним рубіном. Повернувшись додому, він знаходить Оллі сильно побитою. Оллі дає йому план Танаки перед смертю.
Прем'єр Танака Ґіїті хоче, щоб його плани залишалися в таємниці, і для цього посилає полковника Тодзьо, капітана Осіма і Хідзіката, щоб йшли за ним всюди. У той же час, Кондон приховує документ з планом Танаки за портретом імператора Хірохіто в його будинку.
Кондон зустрічає Айріс Хілліард, дівчину з американським і китайськими корінням. Він підозрює її в тому, що вона була тією людиною, яка вбила Едіт, але нічого з цим не робить. Вони закохуються. Але Кондон підозрює, що вона зраджує йому, особливо тоді, коли бачить кільце з рубіном на руці.
Зрештою, з'ясовується, що вона була відправлена політиком, який хоче миру і був присутній, коли план Танаки був розроблений. Кондон кидає свою роботу після того, коли він збирається покинути Японію, він зустрічає політика і Айріс в гавані. Політик підписує документ, щоб довести, що це реально. Їх виявили японські військові. Айріс тікає з документом у вантажному кораблі, який відвезе її з Японії. Щоб відвернути японських офіцерів, Кондон бореться зі своїм найлютішим ворогом і намагається дістатися до американського посольства. Він був підстрелений шпигунами на вулиці, але не вбитий. Консульський радник виходить з посольства і приймає все ще живого Кондона всередину, а японські офіцери не можуть запобігти цьому, тому що вони не змогли знайти документ Танаки при обшуку Кондона.

## В ролях
| Актор            | Роль                 |
| ---------------- | -------------------- |
| Джеймс Кегні     | Нік Кондон           |
| Сільвія Сідні    | Айріс Хіллард        |
| Портер Хол       | Артур Бікетт         |
| Джон Емері       | прем'єр Танака Ґіїті |
| Роберт Армстронг | полковник Тодзьо     |
| Воллес Форд      | Оллі Міллер          |
| Розмарі Декамп   | Едіт Міллер          |
| Джон Халлоран    | капітан Осіма        |
| Леонард Стронг   | Хідзіката            |
| Джеймс Белл      | Чарлі Спраг          |
| Марвін Міллер    | Ямада                |
| Ріс Вільямс      | Джозеф Касселл       |
| Френк Пулья      | принц Тацугі         |
| Х'ю Бомонт       | Джонні Кларк         |
| Еммет Воган      | Джонсон              |